# Lorena Medeiros
Lorena Medeiros Sá de Paula (Rio de Janeiro, 3 de agosto de 1993) é uma jogadora de futebol de areia brasileira.

## Biografia e carreira
Medeiros é natural da cidade do Rio de Janeiro.
Em setembro de 2019, o Brasil passou a ter pela primeira vez uma Seleção Feminina de Futebol de Areia e Medeiros foi convocada para defender o time. A seleção foi apresentada oficialmente no mês seguinte. Ainda em 2019, a Seleção fez sua estreia nos Jogos Mundiais de Praia conquistando a medalha de bronze já em sua primeira participação na competição. No mesmo ano, atuando pelo time polonês Grembach Łódź, a atleta foi vice-campeã do Wolrd Winners Cup realizado em Alanya, na Turquia.
Em 2022, jogando pelo clube Enseada, foi vice-campeã da Taça NDTV de Beach Soccer Feminino após seu time perder para o JEC/Audax por 4 a 3 na final, sendo que dos 3 gols do Enseada, dois foram marcados por Medeiros.
Em 2023, defendendo o Flamengo, ela foi campeã do Circuito Brasil feminino atuando como capitã do time. Na final do torneio, contra o Vasco da Gama, o Flamengo venceu por 2 a 0, sendo um dos gols marcado por Medeiros. Entre as premiações individuais, ela foi elita a Melhor Jogadora da competição.

## Principais conquistas
Jogos Mundiais de Praia
- Bronze – 2019

Wolrd Winners
- Vice-campeã – 2019

Taça NDTV
- Vice-campeã – 2022

Circuito Brasil
- Campeã – 2023